# Jan Veselý
Jan Veselý (Ostrava, 24 aprile 1990) è un cestista ceco che gioca come centro o ala grande.
Talvolta può ricoprire anche il ruolo di centro.

## Carriera
È stato selezionato dai Washington Wizards al primo giro del Draft NBA 2011 (6ª scelta assoluta).

## Statistiche

### NBA

#### Regular Season
| Anno      | Squadra        | PG  | PT | MP   | TC%  | 3P% | TL%  | RP  | AP  | PRP | SP  | PP  |
| --------- | -------------- | --- | -- | ---- | ---- | --- | ---- | --- | --- | --- | --- | --- |
| 2011-2012 | Wash. Wizards  | 57  | 20 | 18,9 | 53,7 | 0,0 | 53,2 | 4,4 | 0,8 | 0,7 | 0,6 | 4,7 |
| 2012-2013 | Wash. Wizards  | 51  | 4  | 11,8 | 50,0 | 0,0 | 30,8 | 2,4 | 0,5 | 0,3 | 0,3 | 2,5 |
| 2013-2014 | Wash. Wizards  | 33  | 1  | 14,2 | 52,2 | -   | 26,7 | 3,4 | 0,3 | 0,8 | 0,6 | 3,2 |
| 2013-2014 | Denver Nuggets | 21  | 0  | 14,6 | 50,6 | -   | 42,3 | 3,7 | 0,5 | 1,3 | 0,8 | 4,4 |
| Carriera  | Carriera       | 162 | 25 | 15,2 | 52,1 | 0,0 | 40,8 | 3,5 | 0,6 | 0,7 | 0,5 | 3,6 |

### Eurolega
| Anno       | Squadra    | PG  | PT  | MP   | TC%  | 3P%  | TL%  | RP  | AP  | PRP | SP  | PP   |
| ---------- | ---------- | --- | --- | ---- | ---- | ---- | ---- | --- | --- | --- | --- | ---- |
| 2008-2009  | Partizan   | 17  | 13  | 19,9 | 51,7 | 5,6  | 53,8 | 3,4 | 0,4 | 0,5 | 0,3 | 4,8  |
| 2009-2010  | Partizan   | 22  | 22  | 24,8 | 55,0 | 40,0 | 62,5 | 4,9 | 1,4 | 0,7 | 0,5 | 8,4  |
| 2010-2011  | Partizan   | 15  | 14  | 27,0 | 53,6 | 35,7 | 44,4 | 3,6 | 1,1 | 1,3 | 0,9 | 10,1 |
| 2014-2015  | Fenerbahçe | 29  | 9   | 21,9 | 63,6 | 0,0  | 49,1 | 5,4 | 0,8 | 0,8 | 1,0 | 11,2 |
| 2015-2016  | Fenerbahçe | 23  | 17  | 27,4 | 62,3 | 66,7 | 45,3 | 6,8 | 1,6 | 0,8 | 1,0 | 11,9 |
| 2016-2017† | Fenerbahçe | 34  | 26  | 24,5 | 57,1 | 0,0  | 55,7 | 4,5 | 1,4 | 1,0 | 0,6 | 9,6  |
| 2017-2018  | Fenerbahçe | 34  | 26  | 26,6 | 60,9 | 0,0  | 70,7 | 5,1 | 1,6 | 0,9 | 0,7 | 12,4 |
| 2018-2019  | Fenerbahçe | 31  | 11  | 25,1 | 65,1 | 20,0 | 78,7 | 4,7 | 2,4 | 1,4 | 0,5 | 12,3 |
| 2019-2020  | Fenerbahçe | 18  | 10  | 25,4 | 59,1 | 0,0  | 52,1 | 4,2 | 1,6 | 1,3 | 0,7 | 8,6  |
| 2020-2021  | Fenerbahçe | 31  | 31  | 28,1 | 66,8 | 0,0  | 76,6 | 5,3 | 2,7 | 0,9 | 0,6 | 13,1 |
| 2021-2022  | Fenerbahçe | 22  | 20  | 28,5 | 61,7 | 33,3 | 73,3 | 6,1 | 2,5 | 1,1 | 0,4 | 13,6 |
| 2022-2023  | Barcellona | 38  | 18  | 20,0 | 57,7 | 0,0  | 79,1 | 4,0 | 1,5 | 0,8 | 0,3 | 9,3  |
| 2023-2024  | Barcellona | 38  | 37  | 21,9 | 61,0 | 28,6 | 79,8 | 4,3 | 1,3 | 1,0 | 0,5 | 12,3 |
| 2024-2025  | Barcellona | 24  | 13  | 21,2 | 55,4 | 50,0 | 76,1 | 3,6 | 1,9 | 1,1 | 0,5 | 9,0  |
| Carriera   | Carriera   | 376 | 267 | 24,3 | 60,3 | 30,4 | 65,5 | 4,7 | 1,6 | 1,0 | 0,6 | 10,8 |

## Palmarès

### Squadra
- Campionato serbo: 3

Partizan Belgrado: 2008-09, 2009-10, 2010-11
- Coppa di Serbia: 3

Partizan Belgrado: 2009, 2010, 2011
- Lega Adriatica: 3

Partizan Belgrado: 2008-09, 2009-10, 2010-11
- Campionato turco: 4

Fenerbahçe: 2015-16, 2016-17, 2017-18, 2021-22
- Coppa di Turchia: 3

Fenerbahçe: 2016, 2019, 2020
- Coppa del Presidente: 2

Fenerbahçe: 2016, 2017
- Eurolega: 1

Fenerbahçe: 2016-17
- Campionato spagnolo: 1

Barcellona: 2022-23
- Liga catalana: 3

Barcellona: 2022, 2023, 2024

### Individuale
- FIBA Europe Young Men's Player of the Year Award: 1

2010
- All-Euroleague First Team: 3

Fenerbahçe: 2015-16, 2017-18, 2018-19
- Euroleague MVP: 1

Fenerbahçe: 2018-19
- MVP Finali Campionato Turco: 1

Fenerbahçe: 2021-2022